# Ludo Delcroix
Ludo Delcroix (Kalmthout, 28 d'octubre de 1950) és un ciclista belga, ja retirat, que fou professional entre 1973 i 1982. El seu èxit esportiu més destacat és una victòria d'etapa al Tour de França de 1979. El 1972 va prendre part als Jocs Olímpics d'Estiu de Múnic, on fou quart en la contrarellotge per equips del programa de ciclisme.

## Palmarès
- 1972
  - 1r a la Brussel·les-Opwijk
- 1973
  - 1r al Premi de St. Amands
- 1977
  - 1r al Gran Premi Franco-belga i vencedor d'una etapa
  - Vencedor d'una etapa del Tour de Romandia
- 1978
  - 1r al Gran Premi Lambrechts
  - Vencedor d'una etapa als Tres dies de La Panne
  - Vencedor d'una etapa a l'Étoile des Espoirs
- 1979
  - Vencedor d'una etapa al Tour de França
- 1980
  - 1r al Gran Premi Jef Scherens
  - Vencedor d'una etapa a la Volta als Països Baixos

### Resultats al Tour de França
- 1973. Abandona (4a etapa)
- 1974. 58è de la classificació general
- 1975. 57è de la classificació general
- 1977. Abandona (17a etapa)
- 1979. 39è de la classificació general. Vencedor d'una etapa
- 1980. 47è de la classificació general
- 1981. 74è de la classificació general
- 1982. 91è de la classificació general

### Resultats al Giro d'Itàlia
- 1974. 50è de la classificació general
- 1976. 53è de la classificació general
- 1978. Abandona (17a etapa)